# Drávafok
Drávafok ist eine ungarische Gemeinde im Kreis Sellye im Komitat Baranya.

## Geographie
Drávafok befindet sich rund 40 km südwestlich des Komitatssitzes Pécs und 7 km von der ungarisch-kroatischen Grenze entfernt. Es grenzt an folgende Gemeinden:
|                  | Endrőc                                      |         |
| Lakócsa          | Kompassrose, die auf Nachbargemeinden zeigt | Bogdása |
| Felsőszentmárton | Markóc                                      |         |

## Bevölkerung
Im Jahr 2020 hatte die Gemeinde Drávafok 482 Einwohner. Bei der letzten Volkszählung im Jahr 2011 gaben 81,2 % der Befragten an, Ungarn zu sein, 24,9 % waren Kroaten. Zudem bezeichneten sich 26,8 % als Roma.